# Luis-Felipe Lanata-Coudy
Luis-Felipe Lanata Coudy (* 1895; † nach 1962) war ein peruanischer Diplomat.

## Werdegang
Luis Felipe Lanata Coudy war der Sohn von Margarita María Coudy Soldini und Juan Lanata Gagliardo.
Ab 1930 war er Gesandtschaftssekretär erster Klasse in Rom, wo er 1940 bis 1941 Geschäftsträger war. 1947 war er Zeremonienmeister des peruanischen Außenministeriums. Ab April 1951 war er bevollmächtigter Gesandter von Peru in der Bundesrepublik Deutschland. Im Frühjahr 1953 wurde er von seinem Posten abberufen. Ab 11. November 1957 war er konsekutiv auch beim Heiligen Stuhl akkreditiert.

## Ehrungen
- 1953: Großkreuz des Verdienstordens der Bundesrepublik Deutschland